# René Nelli
René Nelli (Carcasona, 20 de febrero de 1906- id, 11 de marzo de 1982) fue un poeta, ensayista, hermetista, escritor e historiador francés, reconocido como una autoridad en la cultura occitana de la Edad Media y el catarismo en particular.
Doctorado en Letras, ejerció de docente en la Universidad de Toulouse. Desde 1928-1930 hasta 1950, Nelli se relacionó con el poeta Joe Bousquet quien le influyó en sus poemas, escritos en francés y occitano, formando parte del llamado "surrealismo mediterráneo". Este movimiento se desarrolló un poco al margen del surrealismo parisino, en Marsella en torno a los Cahiers du Sud (Cuadernos del Sur) y en Carcasona en torno a la revista Chantiers.
Participó con Joë Bousquet en la redacción de un número especial de Cahiers du Sud, dedicado a Le génie d'oc et l'homme méditerranéen en 1943 en el que se encuentran las tres directrices de su obra: edición y traducción de poetas occitanos medievales; poemas personales, próximos a Paul Valéry y una labor crítica. Sus antologías poéticas son de escritura densa y temática sensual. Recuperan la tradición mística y erótico-poética de los cátaros y los trovadores. Posteriormente se dedicó a la prosa y al teatro.
Nelli fue el director de la revista sobre etnología meridional Folklore y desempeñó un importante papel en relación con el conocimiento de la cultura occitana, siendo uno de los fundadores, en 1946, del Institut d'Estudis Occitans (Instituto de estudios occitanos) en Toulouse.
Paralelamente, investigó y escribió numerosas obras y estudios sobre herejías de la Edad Media en el Midi francés y sobre el catarismo, contrastando literatura especulativa y sensacionalista escrita hasta el momento que perjudicaba los estudios rigurosos sobre este aspecto social e histórico. Como para Fernand Niel u otros investigadores sobre esta temática, fue fundamental su relación con Déodat Roché. 
Fundó el Centre national d'études cathares, que alberga un fondo de más de 3000 volúmenes referidos al catarismo y lleva su nombre en reconocimiento por su exhaustiva investigación y trabajo: Centre d'études cathares - Association d'études du catharisme - René Nelli.

## Algunas de sus obras
- Entre l’esper i l’absencia (1942)
- Arma de vertat (1952)
- Vespèr o la luna dels fraisses (1962)
- Beatrís de Planissòles (1972) (teatro)
- Istòri secrèto dóu Lengadò (1978)
- L'érotique des troubadours
- Dictionnaire des hérésies et des mouvements hétérodoxes ou indépendants apparus dans le midi de la France depuis l'établissement du christianisme
- Les Cathares
- Des Cathares du Languedoc au XIIIe siècle
- Le Phénomène cathare - perspectives philosophiques et morales
- Écritures cathares
- Les Grands arcanes de l'hermétisme occidental